# Tutti contro tutti (Giorgio Canali & Rossofuoco)
Tutti contro tutti è il secondo album in studio del gruppo musicale italiano Giorgio Canali & Rossofuoco, pubblicato il 4 maggio 2007 da La Tempesta Dischi.

## Descrizione
L'album è dedicato a Federico Aldrovandi. Il titolo sgombra immediatamente il campo da ogni dubbio: è l'aggressività ad essere privilegiata.
La brillante Alealè (autocitazione di una precedente traccia in francese del primo album Coule la vie), reca una spietata e lucidissima descrizione sociologica di una modernità odiosa e xenofoba, ossessionata dal sesso e ben felice di perdere la propria libertà a favore di una presunta sicurezza: "la libertà futura è un pompino in tv senza censura; e stazioni e parchi liberi d'albanesi arabi o simili, accade che la libertà è partecipazione agli utili", "e tutto questo controllare - dicono - è per la tua tranquillità". Swiss Hyde è un'istantanea altrettanto nitida della follia imperante, eletta classe dirigente: sono i "soliti fascisti revisionati" e le loro innumerevoli (e spesso irriconoscibili) derivazioni a detenere il potere politico, economico e mediatico. Il testo, provocatoriamente e schiettamente punk, è anche liberatorio: "ah i soliti idioti, i pidusti liftati, le nuovissime avventure del governo, le lacrime sul piccolo schermo. Le preghiere alla radio, fratelli d'Italia sul podio, ma quando arriva quest'epifania che se li porta tutti via? E vaffanculo il buonsenso, qui comincia la festa e ascolti quella voce che ti urla: 'Uccidi! Uccidi!' nella testa!".

## Tracce
Testi e musiche dei Giorgio Canali & Rossofuoco, eccetto dove indicato.
1. Verità, la verità
2. Falso bolero
3. Alealè (Coule la vie) (Giorgio Canali)
4. Piccoli mostri crescono
5. Non dormi
6. Swiss Hyde
7. Canzone della tolleranza e dell'amore universale
8. Settembre, aspettando (Septembre, en attendant) (Bertrand Cantat, Frédéric Vidalenc)
9. Comequandofuoripiove
10. Il ballo della tosse

## Formazione
Gruppo
- Giorgio Canali – voce, chitarra, organo
- Marco Greco – chitarra
- Claude Saut – basso
- Luca Martelli – batteria

Altri musicisti
- Rodrigo D'Erasmo – violino (traccia 7)
- Bugo – armonica a bocca (traccia 8)